# Isabella av Medici
Isabella Romola av Medici, född 31 augusti 1542 i Florens, död 16 juli 1576, var en medlem av huset Medici.

## Biografi
Hon var dotter till storhertig Cosimo den store av Toscana och Eleonora av Toledo. Hon var gift 1558 med hertig Paolo Giordano I Orsini (1541–1585) av Bracciano. 
Isabella beskrivs som en charmerande och livlig skönhet. Hon fick en klassisk humanistisk utbildning. Hennes far tillförsäkrade henne i äktenskapskontraktet rätten att bo kvar i Florens och leva sitt eget liv på avstånd från sin make. Hennes make beskrivs som brutal och var sällan hemma. Han gav sin kusin Troilo Orsini uppdraget att övervaka henne, men hon hade istället ett förhållande med denne. Efter faderns död blev Isabella troligen mördad av sin make för otrohet i Villa di Cerreto Guidi med godkännande från hennes bror storhertig Frans I av Toscana. Enligt legenden uppträder Isabellas spöke på platsen för hennes död.

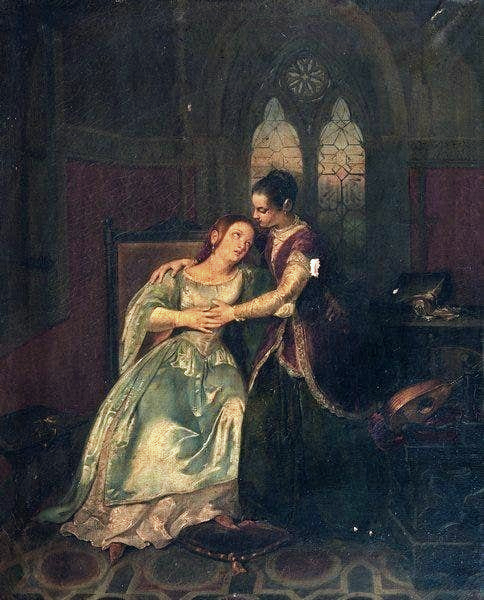
Isabella de’ Medici (1542–1576), målad av Vincenzo Petrocelli.